# 德波神廟
德波神廟（西班牙語：Templo de Debod）是一座古埃及神廟，位於西班牙馬德里。這座神廟原本位於阿斯旺以南15（9.3英里），獻給伊西斯。1968年，為感謝西班牙政府在拯救阿布辛拜勒神廟做出的貢獻，埃及政府捐贈了這座神廟。

## 神庙概况

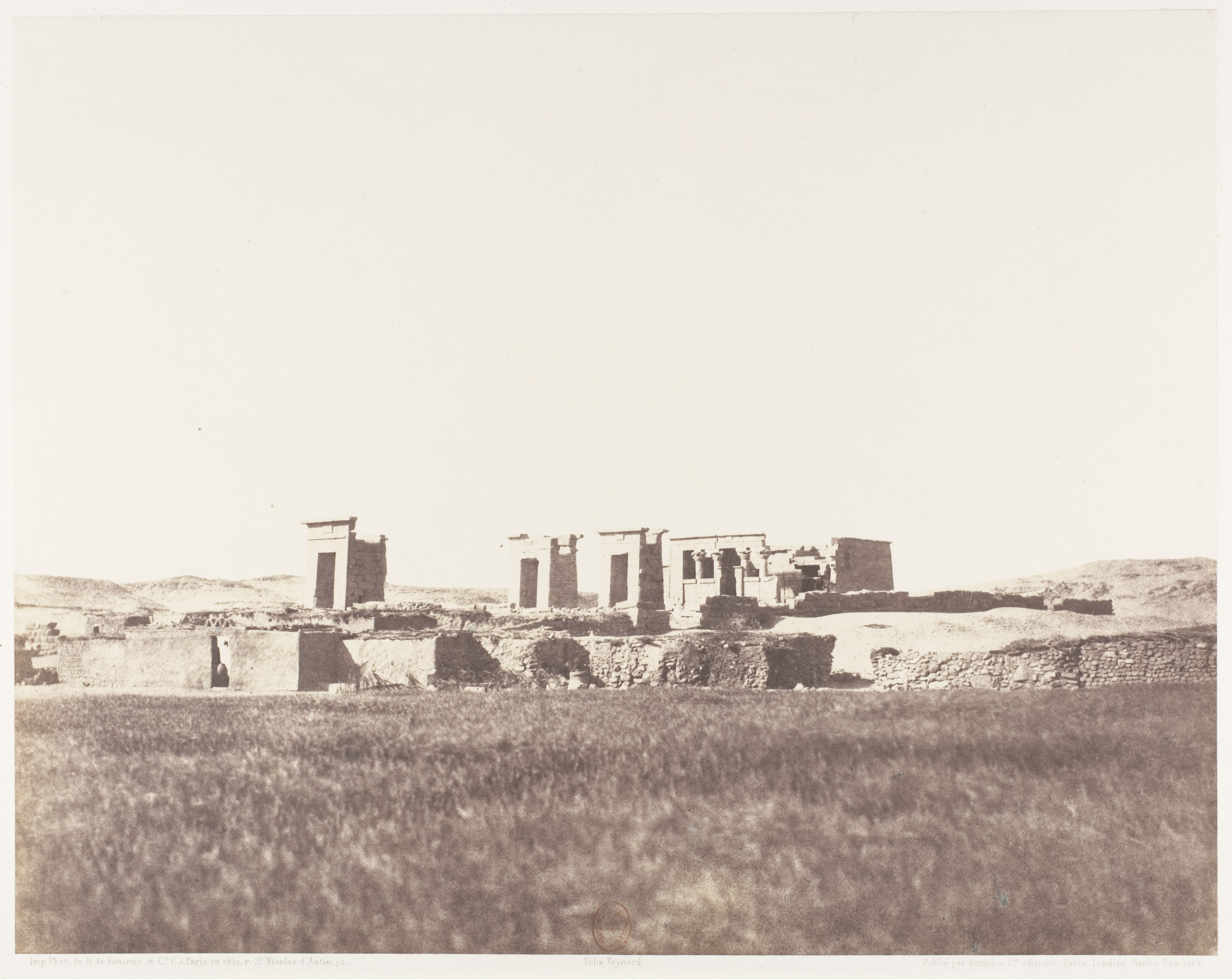
搬迁前的德波神庙远景

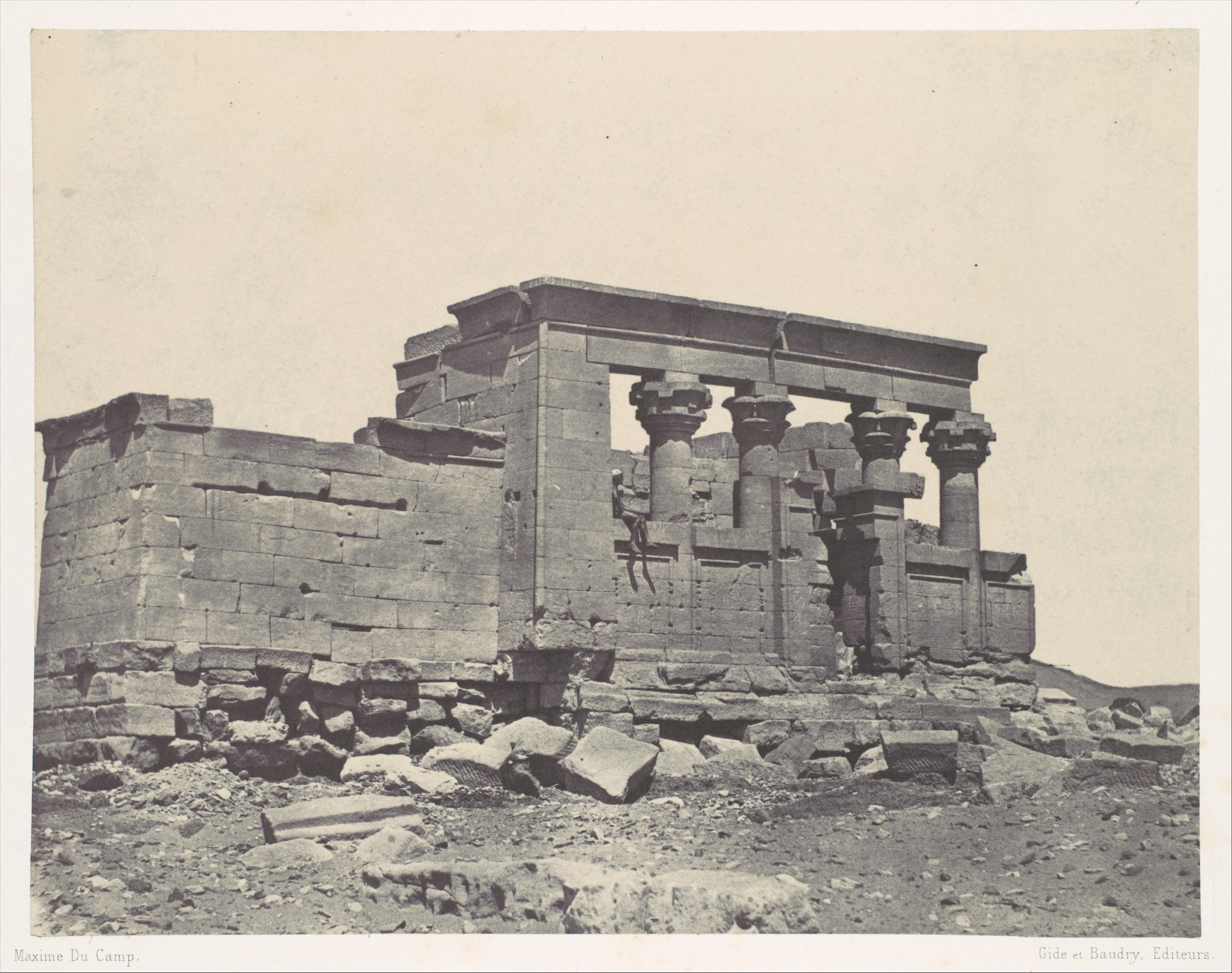
德波神庙旧照

这座神庙的原址在阿斯旺以南15公里处，离菲莱神庙和尼罗河第一瀑布的距离较近。公元前2世纪时，麦罗埃的库希特国王阿迪卡拉玛尼（adikhalamani）建造了一做献给太阳神阿蒙的小神堂。这座小神堂的外部装饰和建筑构造和另一座麦罗埃风格的神庙达卡神庙较为相似。之后，在托勒密王朝的托勒密六世，托勒密八世和托勒密十二世的统治时期，这座小神堂被逐渐扩建为一座形制完整的神庙，并用来供奉给菲莱的守护神伊西斯，这座神庙长15米，宽12米。罗马帝国的两位皇帝奥古斯都和提比略完成了神庙的外部装饰。
这座神庙有着3座石制塔门，穿过三座塔门就来到了神庙的圣殿。1868年，拥有4根柱子的前殿倒塌并不知所踪。神庙的后半部分是一个献给阿蒙神的小神堂和贡品室。

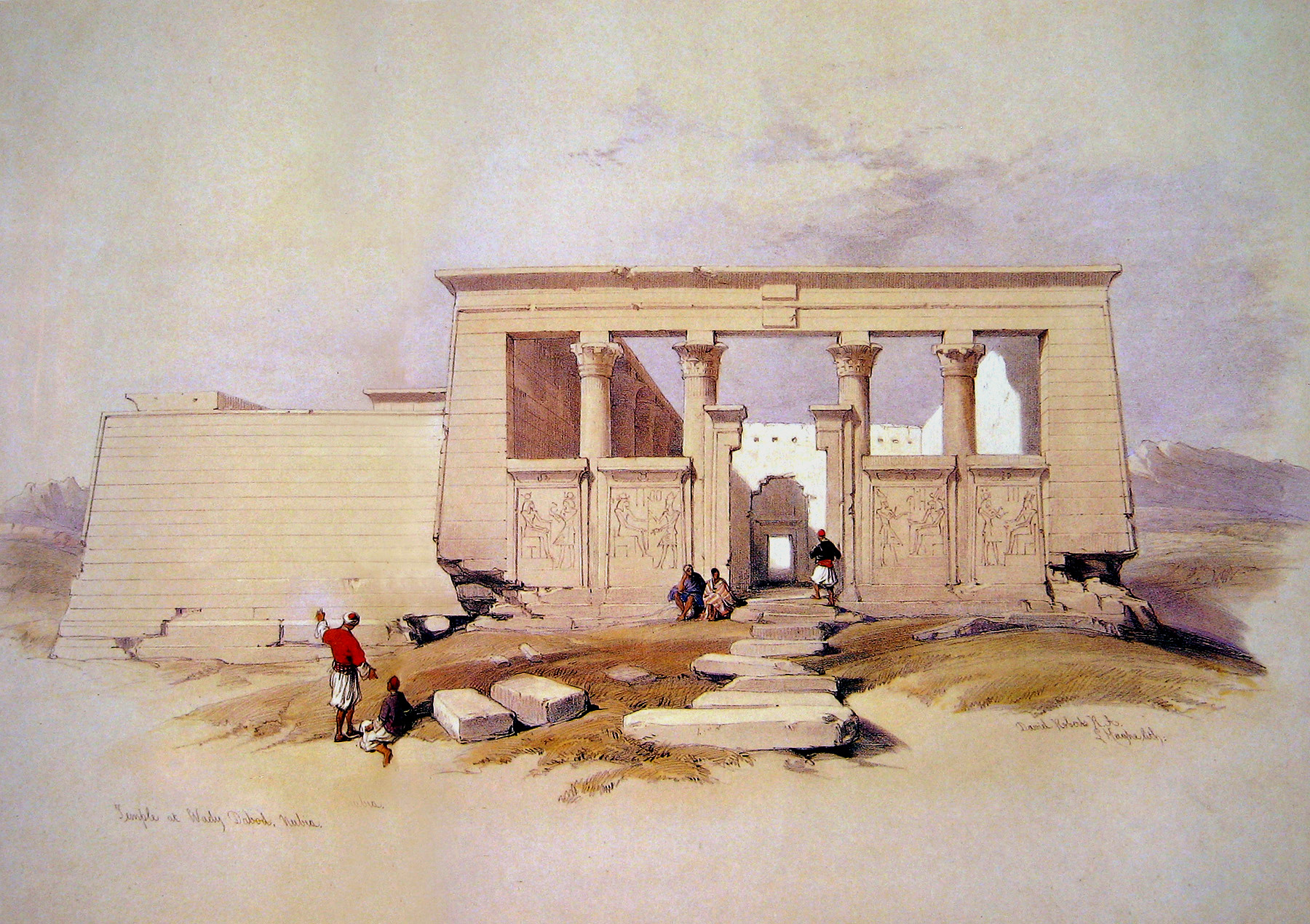
大卫·罗伯特画的德波神庙

## 搬迁工程
1960年，埃及政府打算修建阿斯旺大坝，大坝建设过程中的水库蓄水过程会导致水位增高，对众多努比亚地区的古迹产生威胁。联合国教科文组织向国际社会发出呼吁，希望其他国家能够帮忙拯救这些遗址。其中，西班牙的工程团队帮助埃及政府完成了阿布辛拜勒神庙的搬迁和重建工作。为了表示感谢，1968年，埃及政府将德波神庙捐赠给了西班牙。
这座神庙在靠近马德里王宫的一个叫做西方广场的地方进行重建工作，并于1972年向公众开放。和原神庙相比，重建后的德波神庙的塔门的顺序与原先不一致，一个装饰有圣蛇太阳圈的塔门的位置发生了更改。值得注意的是，德波神庙是世界上少数几个可以在埃及本土之外看到的古埃及建筑。
相较于其他接受埃及政府赠送神庙的国家的室内保存神庙的方式，德波神庙的露天保存方式遭到了很多埃及学家的批评，他们认为，持续露天的环境会导致神庙遭到持续性的破坏。2020年2月，马德里城市委员会全票通过了一项决议，旨在为德波神庙建筑一个天顶，帮助保护神庙。

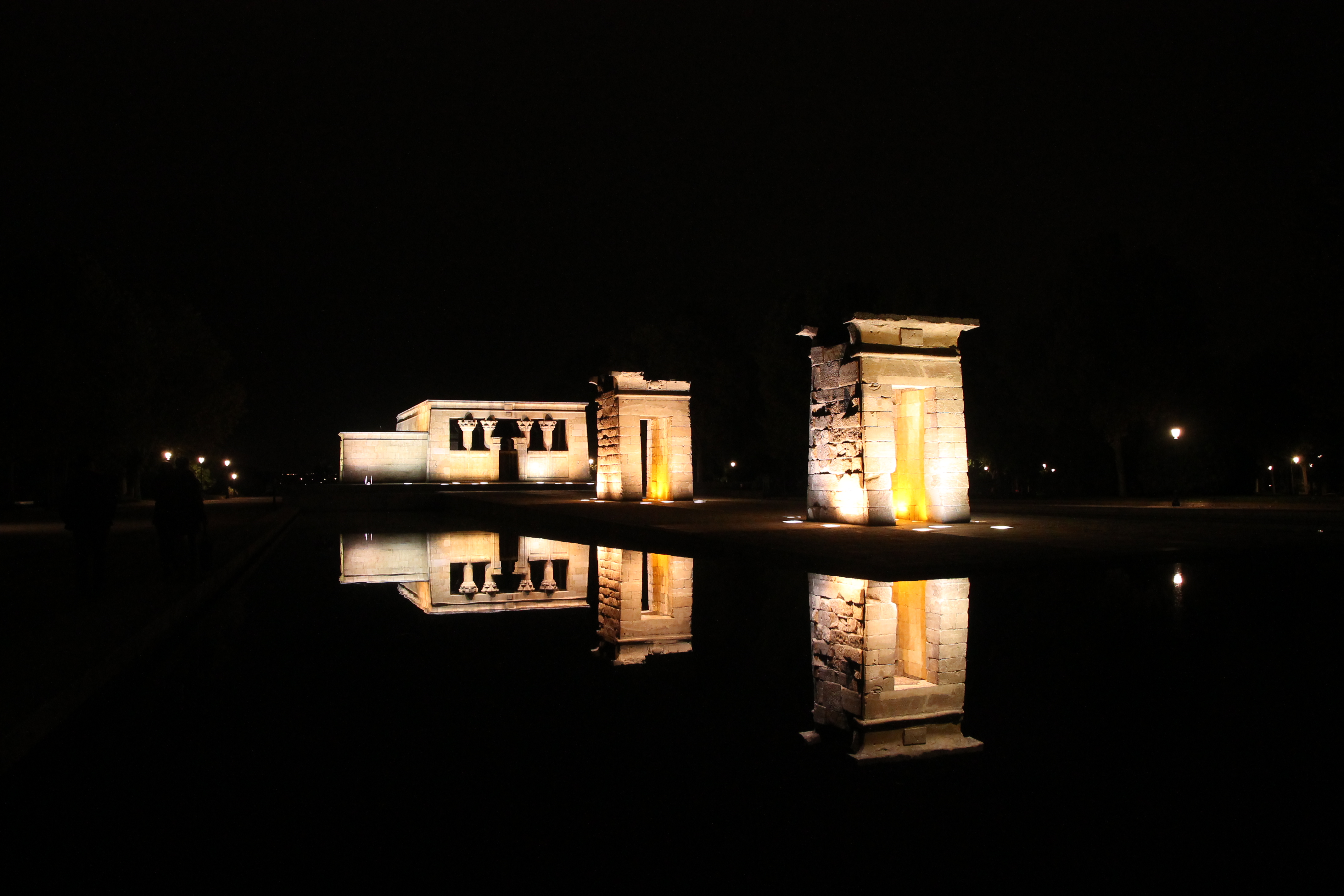
德波神庙夜景

## 其他相关
埃及捐赠给协助保护古迹的国家的四座神庙：
- 德波神庙(西班牙马德里)
- 丹铎神庙(美国纽约大都会艺术博物馆)
- 塔法神庙(荷兰莱顿国立古物博物馆)
- 埃莉西亚神庙(意大利都灵埃及博物馆）

## 外部連結

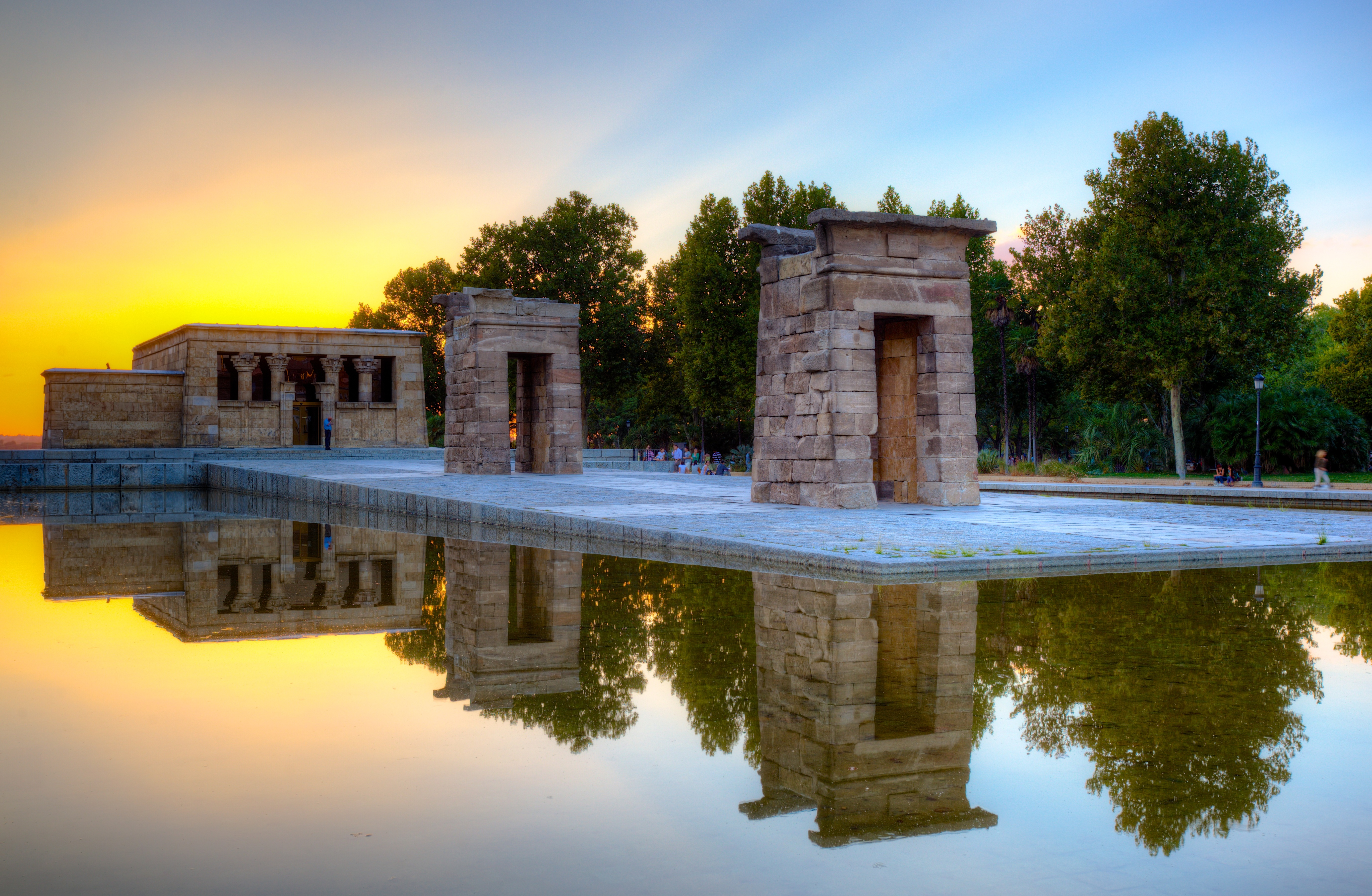
如今的德波神庙

- Madrid City Council: Templo de Debod. official website
- Debod Temple: Official Virtual tour （页面存档备份，存于）
- 19th century travellers' descriptions and prints of the Debod temple （页面存档备份，存于）
- Vídeo: Templo de Debod. Joya de Egipto en Madrid (Canal UNED)